# Willis Lee
Willis August Lee (11. května 1888, Natlee, Kentucky – 25. srpna 1945) byl admirál námořnictva USA za druhé světové války a sportovní střelec. Na 7. letních olympijských hrách 1920 v Antverpách získal pět zlatých, jednu stříbrnou a jednu bronzovou medaili.

## Život a vojenská kariéra
Willis Lee se narodil v malém městečku Natlee ve státě Kentucky. Roku 1908 dostudoval Americkou námořní akademii. Během dalších dvaceti let sloužil na řadě lodí a potom na pevnině jako výzbrojní inspektor. Zároveň reprezentoval americkou armádu i USA ve sportovní střelbě. Ve dvacátých letech byl velícím důstojníkem na třech torpédoborcích a posléze navštěvoval Námořní válečnou školu. Ve třicátých letech byl přeřazen k námořní cvičné divizi, velel lehkému křižníku USS Concord. Na počátku roku 1942 byl povýšen do hodnosti kontradmirála a stal se asistentem náčelníka štábu velitele amerického námořnictva.
V srpnu 1942 byl kontradmirál Lee poslán do Pacifiku, aby zde velel divizi bitevních lodí. Se svou vlajkovou lodí USS Washington se úspěšně zúčastnil bitvy u Guadalcanalu v noci ze 14. na 15. listopadu 1942. V prosinci 1944 byl jmenován viceadmirálem a velitelem rychlých bitevních lodí Pacifické flotily.
V květnu 1945 byl vyslán do Atlantiku s pověřením velet speciální jednotce zabývající se vývojem metod boje s japonskými kamikaze. Během této služby podlehl 25. srpna 1945 srdečnímu záchvatu. Je pohřben společně se svou manželkou Mabelle Allen Leeovou (1894 – 1949) v 6. sektoru vojenského Arlingtonského hřbitova ve Washingtonu, D.C.

## Willis Lee na olympiádě v Antverpách
Willis A. Lee byl nejúspěšnějším sportovcem 7. olympijských her 1920. Všechny úspěchy však získal v soutěžích družstev; navíc sportovní střelba měla v Antverpách plných 21 disciplín.

### Libovolná puška – 3 polohy – družstva
70 závodníků ze 14 zemí tvořilo pětičlenná družstva pro závod, v němž se udělovaly dvě sady medailí – pro jednotlivce a družstva. Střílelo se vstoje, vkleče a vleže na vzdálenost 300 m. Účastnilo se i mladé Československo, které skončilo na předposledním místě. Vyhrál tým USA ve složení Morris Fisher, Carl Townsend Osburn, Dennis Fenton, Lloyd Spooner a Willis Lee, celkem dosáhl 4876 b., druhé skončilo Norsko, třetí Švýcarsko. Prameny neuvádějí pořadí Willise Lee v soutěži jednotlivců.

### Vojenská puška – vstoje na 300 m – družstva
Této soutěže se účastnilo celkem 15 zemí po pěti členech každého družstva. I v této soutěži bylo Československo předposlední, zvítězilo Dánsko s 266 body. Tým USA skončil druhý (255 b.) ve složení: Carl Townsend Osburn, Lawrence Adam Nuesslein, Lloyd Spooner, Willis Lee a Thomas Brown. Bronzovou medaili získalo Švédsko.

### Vojenská puška – vleže na 300 m – družstva
V této soutěži startovalo 15 pětičlenných družstev. Vítězné USA (289 b.) střílely v sestavě Carl Townsend Osburn, Lloyd Spooner, Morris Fisher, Willis Lee a Joseph Jackson. Za Američany skončila Francie, třetí bylo Finsko. Československo obsadilo 10. příčku.

### Vojenská puška – vleže na 300 m a na 600 m – družstva
Závodilo 14 družstev po pěti závodnících (Československo se zlepšilo na 8. místo). Zvítězil tým USA (573 b.) ve složení Joseph Jackson, Willis Lee, Gunnery Ollie Schriver, Carl Townsend Osburn a Lloyd Spooner. Druzí byli Norové, třetí Švýcaři.

### Vojenská puška – vleže na 600 m – družstva
V této soutěži střílelo 70 závodníků ze 14 zemí (Československo skončilo jedenácté). Zvítězily opět USA (Dennis Fenton, Gunnery Ollie Schriver, Willis Lee, Lloyd Spooner a Joseph Jackson), druhá byla Jihoafrická unie, třetí Švédsko.

### Malorážkana 50 m – družstva
V konkurenci 10 pětičlenných družstev opět dominovali střelci z USA (1899 b.) ve složení Lawrence Adam Nusslein, Arthur Rothrock, Willis Lee, Dennis Fenton a Gunnery Ollie Schriver. Druhé skončilo Švédsko, třetí Norsko.

### Střelba na běžícího jelena – družstva
V této soutěži se prezentovala jen 4 družstva (20 závodníků). Zvítězilo Norsko (178 b.) před Finskem, na USA zbyla bronzová medaile za 158 b. V týmu startovali Thomas Brown, Lawrence Adam Nusslein, Lloyd Spooner, Carl Townsend Osburn a Willis Lee.

### Dvojstřel na běžícího jelena – družstva
Mezi čtyřmi družstvy vyhrálo Norsko (343 b.), na USA zbylo poslední, čtvrté místo. USA s Willisem Lee mělo stejné složení jako v předchozí disciplíně.